# Gorni Manasztirec
Gorni Manasztirec (macedónul: Горни Манастирец) település Észak-Macedóniában, a Délnyugati körzet Makedonszki Brod-i járásában.

## Népesség
| Lakosok száma | 255  | 253  | 214  | 136  | 65   | 34   | 21   | 19   | 10   |
|               | 1948 | 1953 | 1961 | 1971 | 1981 | 1991 | 1994 | 2002 | 2021 |

2002-ben 19 lakosa volt, akik mindannyian macedónok.